# 33594 Ralphlawton
1999 JN48 (asteroide 33594) é um asteroide da cintura principal. Possui uma excentricidade de 0.18628130 e uma inclinação de 7.80277º.
Este asteroide foi descoberto no dia 10 de maio de 1999 por LINEAR em Socorro.